# 湄南缺鳍鲇
湄南缺鳍鲇（学名：Kryptopterus moorei）为鲇科缺鳍鲇属的鱼类。分布于泰国曼谷及湄南河及湄公河以及云南澜沧江下流的景洪等。该物种的模式产地在泰国湄南河水系。